# Отт, Ойген (генерал)
Ойген Отт (нем. Eugen Ott; 20 мая 1890, Зинциг, Рейнланд-Пфальц — 11 августа 1966, Шефтларн, Бавария ФРГ) — немецкий военный деятель. Генерал пехоты нацистской Германии.

## Биография
С 1907 года — на службе в пехотных частях германской армии. С августа 1908 в чине лейтенанта.
Участник Первой мировой войны.
После окончания войны некоторое время служил в полиции, вступил в Добровольческий корпус «Тюммель». После демобилизации армии, был оставлен в рейхсвере.
В начале 1935 года назначен командиром пехотного полка «Кёнингсберг» (с 15 мая 1935 года — 1-го пехотного полка).
С мая 1938 года — инспектор пехоты при Главнокомандующем сухопутными войсками.
1 августа по 30 сентября 1939 года — командир 7-й пехотной дивизии. Участвовал в Польской кампании 1939 года.
10 октября 1939 года ему присвоено звание генерал пехоты при Главнокомандующем сухопутными войсками.
С 25 марта по 10 мая 1941 года командовал 30-м армейским корпусом, с которым участвовал во вторжении в Грецию. С 6 октября 1941 года — командир XI армейского корпуса, с 10 декабря 1941 по 1 октября 1943 года — командующий 52-м армейским корпусом вермахта. Сражался на Украине, с августа 1942 года — на Северном Кавказе. В феврале 1943 года корпус Отта отошёл на Кубань, с апреля вёл тяжёлые бои под Харьковом, а с июля — под Белгородом.
За проявленную храбрость на поле боя и успешное военное руководство 25 декабря 1942 года награждён Рыцарским крестом Железного креста .
В начале октября 1943 года вернулся на пост генерала пехоты при Главнокомандующем сухопутными войсками.
С 10 февраля 1944 года — инспектор итальянских формирований (с 15 января 1945 года — при Главнокомандующем на Юго-Западе).
8 мая 1945 года сдался в плен американским войскам.

## Награды
- Железный крест (1914) 2-го и 1-го класса
- Королевский орден Дома Гогенцоллернов рыцарский крест с мечами
- Чёрный Нагрудный знак «За ранение» (1918)
- Почётный крест Первой мировой войны 1914/1918 с мечами
- Пряжка к Железному кресту 2-го и 1-го класса
- Рыцарский крест Железного креста (25 декабря 1942 года)
- Медаль «За зимнюю кампанию на Востоке 1941/42»
- Орден Михая Храброго (1943) (Королевство Румыния)